# 3513 Quqinyue
3513 Quqinyue è un asteroide della fascia principale. Scoperto nel 1965, presenta un'orbita caratterizzata da un semiasse maggiore pari a 2,6298667 UA e da un'eccentricità di 0,0111126, inclinata di 2,64380° rispetto all'eclittica.